# Ívi Adámu
Ívi Adámu (görögül Ήβη Αδάμου, angolosan Ivi Adamou, Paralímni, Famagusta, 1993. november 24. –) ciprusi énekes, aki a második, 2009-es görög X-Faktorban tűnt fel először Jórgosz Theofánusz mentoráltjaként. A Sony Music Greece közreműködésében a tehetségkutató műsor után kiadta első lemezét, a Kalokairi Stin Kardia-t, ami rögtön arany minősítésű lett. A 2012-es Eurovíziós Dalfesztiválon Ciprus színeiben szerepelt, a La La Love című dal 16. lett a döntőben.

## Életrajz
1993. november 24-én született Famagusta Ajía Nápa (Ayia Napa) nevű városrészében, Cipruson. Már korán elkezdett érdeklődni a zene iránt, 9 évesen részt vett egy zenei versenyen, Lárnakában, ahol a „Kaka Paidia” című Anna Vissi dalt adta elő, ezzel megnyerve a versenyt. 16 éves volt, amikor jelentkezett a görög X-Faktor második szériájába, ahol sikeresen beválogatták. Mentora Jórgosz Theofánusz lett, Ívi pedig a 6. helyezést érte el. Érdemes megemlíteni, hogy a görög Elefthería Eleftheríou szintén ebben a szériában versenyzett, később pedig Ívi versenytársa lett a 2012-es Eurovíziós Dalfesztiválon.
Miután kiesett a versenyből, rögtön kiadásra került szólóalbuma, a Kalokaíri sztín kardiá, ebből pedig az A*G*A*P*I*, a Szósze me és a To misztikó mu na vrísz kislemez lett. A lemez arany minősítést ért el. Közreműködött a Szan érthi i méra című számban, 2011 nyarán pedig megjelent a Szan éna óneiro, amely platinalemez lett.
Adámu karrierjének fénypontjaként Ciprus őt indította az Eurovíziós Dalfesztivál 2012-es résztvevőjeként. Daláról később döntöttek, a jelölt számok a Call the Police és a La La Love voltak, melyek közül végül az utóbbi győzedelmeskedett.
Az első elődöntőben adta elő a dalát, és sikeresen meggyőzte a közönséget arról, hogy igenis helye van a döntőben. A végső fináléban a 16. helyen végzett, a görög induló, Elefthería Eleftheríu pedig eggyel mögötte, a 17. helyezést érte el.

## X-Faktor
A 2009–2010-es görög X-Faktorban vett részt a lányok kategóriájában, és összesítésben a hatodik helyen végzett.

### Előadott dalai
Az X-Faktorban előadott dalok:
- 1. – Just Dance
- 2. – Just Like a Pill
- 3. – Because of You
- 4. – Papa Don't Preach
- 5. – When I Grow Up
- 6. – Hurt
- 7. – Halo
- 8. – All I Want for Christmas Is You / Xristougenna
- 9. – Celebration
- 10. – I Love Rock 'n' Roll
- 11. – Hush Hush
- 12. – The Voice Within

## Diszkográfia

### Albumok
| Album címe                                     | Adatok                                                                                               | Slágerlistás helyezés | Slágerlistás helyezés | Tanúsítványok                                 |
| Album címe                                     | Adatok                                                                                               | GRE                   | CYP                   | Tanúsítványok                                 |
| ---------------------------------------------- | --- | --------------------- | --------------------- | --------------------------------------------- |
| Szan éna óneiro (Σαν ένα Όνειρο)               | Debütált: 2011. július 22. Kiadó: Sony Music Greece / Day 1 Formátum: CD / CD–DVD / Digital Download | 17                    | —                     | —                                             |
| Kalokaíri sztin kardiá (Καλοκαίρι στην Καρδιά) | Debütált: 2010. június 14. Kiadó: Sony Music Greece / Day 1 Formátum: CD / Digital Download          | —                     | —                     | Görögországban aranylemez; 6000 eladott lemez |
| Christmas with Ivi Adamou                      | Debütált: 2010. december 22. Kiadó: Sony Music Greece / Day 1 Formátum: CD / Digital Download        | —                     | —                     | —                                             |

### Dalok
- A*G*A*P*I* (Összeomlás)
- Szósze me (Σώσε Με, Fények)
- Szan érthi i méra (Σαν Έρθει Η Μέρα, Staventóval)
- To misztikó mu na vrísz (Το Μυστικό Μου Να Βρείς, Nem tudok segíteni)
- Kráta ta mátia szu kleisztá (Κράτα Τα Μάτια Σου Κλειστά, Melisses-szel)
- Káno mia efhí (Κάνω Μια Ευχή)

#### Az 2012-es Eurovíziós Dalfesztiválra szánt dalok
- La La Love
- You Don't Belong Here
- Call the Police

### Videóklipek

#### 2010
- A*G*A*P*I*
- I Vaszílissza ton okeanón (Η Βασίλισσα των Ωκεανών, A Barbie's Movie főcímdala, 2010. március)
- Szan érthi i méra (Σαν Έρθει Η Μέρα, Staventóval)
- I Vaszílissza tis módasz (Η Βασίλισσα της Μόδας, A Barbie's Movie főcímdala, 2010. szeptember)
- Szósze me (Σώσε Με)
- To misztikó mu na vrísz (Το Μυστικό Μου Να Βρείς)

#### 2011
- Kráta ta mátia szu kleisztá (Κράτα Τα Μάτια Σου Κλειστά, Melisses-szel)
- Szan éna óniro" (Σαν Ένα Όνειρο, Giorgos Papadimitrakis-szal)
- Káno mia efhí (Κάνω Μια Ευχή)
- Vóltesz Szt' Asztéria (Βόλτες Στ' Αστέρια)

## Fordítás
- Ez a szócikk részben vagy egészben  az   Ivi Adamou című angol Wikipédia-szócikk fordításán alapul.  Az eredeti cikk szerkesztőit annak laptörténete sorolja fel. Ez a jelzés csupán a megfogalmazás eredetét és a szerzői jogokat jelzi, nem szolgál a cikkben szereplő információk forrásmegjelöléseként.